# Émile Lacroix
Ne doit pas être confondu avec Émile-Marie Lacroix.
Pour les articles homonymes, voir Lacroix.
Émile Lacroix (Gembloux, 19 mars 1920 - Falisolle, 14 mars 1993) était un homme politique belge et militant wallon.
- Député de 1958 à 1971 pour le PS
- Sénateur de 1971 à 1980 pour le PS
- Bourgmestre de Falisolle de 1964 à 1976
- Bourgmestre de Sambreville de 1977 à 1980
- Gouverneur de la Province de Namur de 1980 à 1987

Il intervint à diverses reprises dans le mouvement Wallonie libre, prit parti en 1972 contre la proposition faisant de Bruxelles le siège de la Communauté française de Belgique et l'Encyclopédie du Mouvement wallon lui consacre une importante notice en son tome II.